# Schwarzau im Gebirge
Schwarzau im Gebirge este o localitate (târg) mică din Niederösterreich. Schwarzau este situat între masivul Rax (2.007 m) și Schneeberg (2.076 m) pe cursul superior al râului Schwarza.
1. ↑  Dauersiedlungsraum der Gemeinden Politischen Bezirke und Bundesländer - Gebietsstand 1.1.2018 (în germană), Statistica Austriei, accesat în 10 martie 2019